# Castor và Pollux

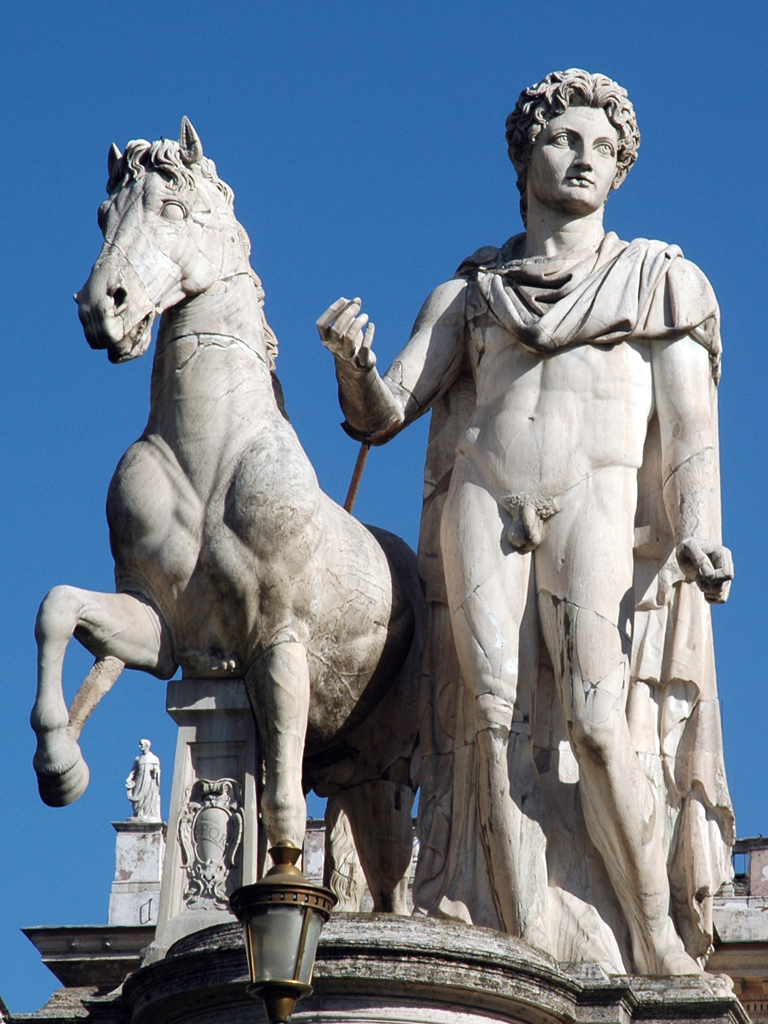
Dioscuri (Pollux or Castor), Rome, Capitol

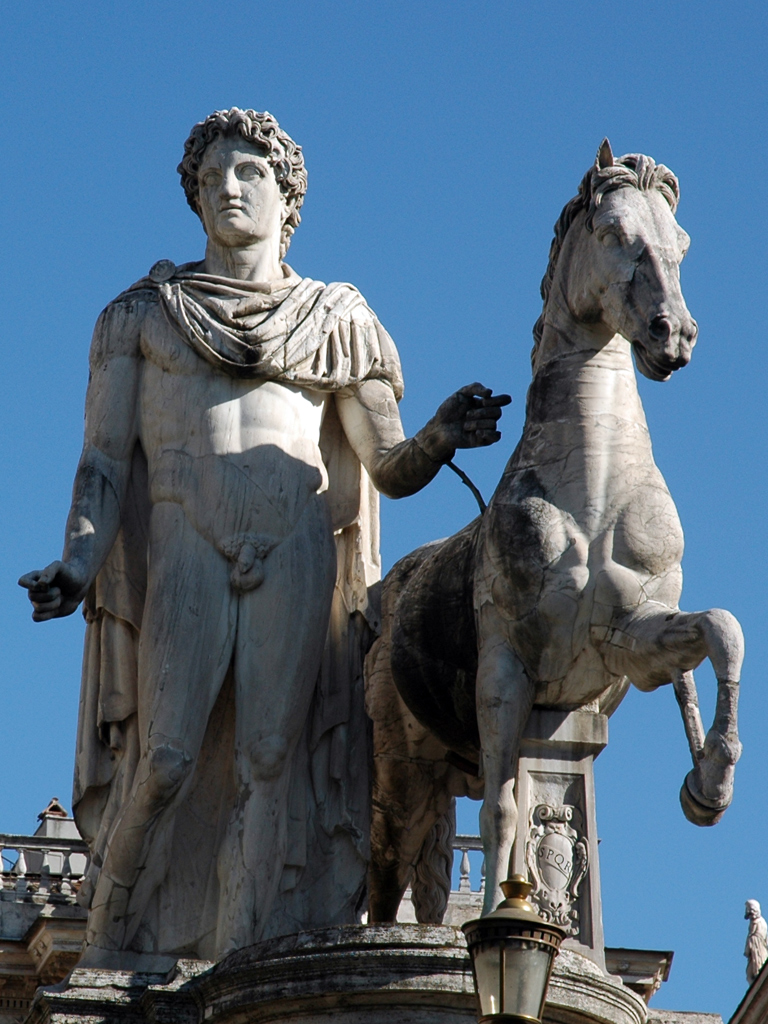
Dioscuri (Castor or Pollux), Rome, Capitol

Trong thần thoại Hy Lạp và thần thoại La Mã, Castor và Pollux hoặc Polydeuces  là hai anh em sinh đôi, được gọi chung là Dioskouri hoặc Dioskouroi. Mẹ của họ là Leda, nhưng Castor là con trai phàm nhân của Tyndareus,
vua của Sparta, và Pollux là con trai của thần Zeus, 
người quyến rũ Leda dưới vỏ bọc của một con thiên nga. Mặc dù cách hai người sinh ra được mô tả rất đa dạng, như họ được cho là đã được sinh ra từ một quả trứng, cùng với chị em song sinh cùng mẹ khác cha là hai nàng Helen và Clytemnestra.
Trong tiếng Latin cặp song sinh cũng được biết đến như là Gemini hoặc Castores. Khi Castor bị giết, Pollux nhờ Zeus cho phép Castor chia sẻ sự bất tử của mình để giữ hai anh em lại với nhau, và họ đã được chuyển thành chòm sao Gemini. 
Cặp song sinh được coi là thần bảo trợ của các thủy thủ, người mà họ xuất hiện như Lửa thánh Elmo, và họ cũng được liên hệ với việc cưỡi và đua ngựa.
Đôi khi hai anh em cũng được gọi là Tyndaridae hoặc Tyndarids, ám chí họ là con của cha/cha dượng Tyndareus.

## Sách tham khảo
- Ringleben, Joachim, "An Interpretation of the 10th Nemean Ode", Ars Disputandi, Douglas Hedley and Russell Manning, transl. Pindar's themes of the unequal brothers and faithfulness and salvation, with the Christian parallels in the dual nature of Christ.
- Burkert, Walter (1985), Greek Religion, Cambridge: Harvard University Press, tr. 212–13.
- Kerenyi, Karl (1959), The Heroes of the Greeks, Thames and Hundson, tr. 105–12 et passim .
- Maier, Bernhard (1997), Dictionary of Celtic Religion and Culture, Boydell & Brewer.
- Pindar, Tenth Nemean Ode .
- "Dioskouroi", Ouranios, Theoi Project. Excerpts in English of classical sources.